# Arctoscelia epelys
Arctoscelia epelys là một loài bướm đêm trong họ Geometridae.